# Георгий (сын Давида VII)
Георгий (груз. გიორგი; 1250—1268) — грузинский царевич, сын царя Давида VII Улу, из династии Багратионов. Отец сделал его своим престолонаследником. В начале 1260-х годов Георгий был заложником при дворе монгольского ильхана Хулагу, а затем служил вместе со своим отцом в монгольском войске. Он скончался в возрасте 18 лет в 1268 году, за два года до смерти своего отца.

## Биография
Георгий родился в 1250 году в семье грузинского царя Давида VII Улу и аланской женщины Алтун, которую царь взял в качестве своей временной жены, потому что у него не было детей от своей супруги Джигды-хатун. Давид VII согласился расстаться с ней после рождения наследника. Брак был фактически расторгнут после рождения второго ребёнка — дочери Тамары. Георгий был усыновлён Джигдой-хатун, которая, однако, вскоре после этого умерла. Георгий вместе со своим отцом, мачехой и дядей Давидом VI Нарином упоминается в надписи из церкви Абелиа, расположенной на юге Грузии.
В 1262 году восстание Давида против гегемонии монгольского ильхана закончилось неудачей, и ему пришлось согласиться на мирные условия, предложенные ханом Хулагу, предусматривавшие, среди прочего, отправку Георгия в качестве заложника ко двору ильхана. Давид согласился, и юный царевич Георгий под покровительством христианина по имени Энук Аркун отправился ко двору хана в Иран, где к нему относились с почётом. В какой-то момент, когда мирные соглашения между Хулагу и Давидом был близки к разрыву, хан намеревался предать Георгия смерти, но жизнь царевича была спасена благодаря вмешательству христианской жены Хулагу, Докуз-хатун. Приблизительно через год Георгию было разрешено вернуться в Грузию, где он присоединился к своему отцу в его изнурительной деятельности по охране протяжённых оборонительных укреплений в Ширване, которые были воздвигнуты Хулагу и были направлены против его соперника, монгольского хана Берке. Именно там Георгий подхватил тяжёлую болезнь кишечника, которая в конечном итоге привела к его смерти в 1268 году. Его тело было ненадолго упокоено в соборе Сиони в Тбилиси, а затем похоронено в Мцхете. Опечаленный царь Давид VII скончался через два года, оставив свое беспокойное царство Деметре II Самопожертвователю, своему младшему сыну от третьей жены, царицы Гванцы Кахаберидзе.